# Liste von Mühlen im Polenz- und Sebnitztal
Die Liste von Mühlen im Polenz- und Sebnitztal gibt eine Übersicht über die historischen Wassermühlen im Polenztal und Sebnitztal unabhängig davon, ob sie noch existieren oder bereits verfallen und abgerissen sind. Es wurden etwa 60 Mühlenstandorte an der Polenz, an der  Sebnitz (einschl. Quellflüssen) und nach deren Vereinigung am Lachsbach sowie an den Zuflüssen erfasst.
Bei Mühlen, die unter Denkmalschutz stehen, kann über die ID-Nummer der jeweilige Denkmaltext aus der sächsischen Denkmalliste aufgerufen werden. Die historische Bedeutung der Mühlen als Einzeldenkmale ergibt sich aus dem Denkmaltext des Landesamts für Denkmalpflege Sachsen.

## Legende
- Bild: zeigt ein Bild der Mühle und gegebenenfalls zusätzlich einen Link zu weiteren Fotos im Medienarchiv Wikimedia Commons.
- Bezeichnung: Name der Mühle und gegebenenfalls Bauwerksname des Kulturdenkmals
- Lage: Ortsteil bzw. Gemarkung sowie Straßenname und Hausnummer. Der Link Karte führt zur Kartendarstellung.
- Datierung: gibt das Jahr der Fertigstellung oder den Zeitraum der Errichtung an.
- Beschreibung: Angabe baulicher und geschichtlicher Einzelheiten, von Denkmaleigenschaften sowie ehemaligen Besitzern oder Bewohnern der Mühle
- ID: Falls die Mühle ein Kulturdenkmal ist, ist hier die ID-Nr. des Landesamts für Denkmalpflege Sachsen angegeben. Ein ggf. vorhandenes Icon  führt zu den Angaben bei Wikidata.

## Liste von Mühlen im Polenztal
Die Liste ist entsprechend der örtlichen Lage am Flusslauf der Polenz und des Lachsbachs von der Quelle zur Mündung gegliedert.
| Mühlen am Langburkersdorfer Bach        |                                             |                                                         |              | |                          |
| Weitere Bilder                          | Obermühle oder Ungermühle Langburkersdorf   | Langburkersdorf, Dorfstraße 45-45a (Karte)              | 1794         | ehem. Obermühle oder Unger-Mühle Langburkersdorf am Langburkersdorfer Bach |                          |
|                                         | Angstmühle Langburkersdorf                  | Langburkersdorf, Laubigtweg 52 (?) (Karte)              |              | ehem. Angstmühle Langburkersdorf, genaue Lage unklar |                          |
| Weitere Bilder                          | Mittelmühle Langburkersdorf                 | Langburkersdorf, Laubigtweg 42-44 (Karte)               |              | ehem. Mittelmühle Langburkersdorf am Langburkersdorfer Bach |                          |
| Weitere Bilder                          | Hofmühle Langburkersdorf                    | Langburkersdorf, Raupenbergstraße 6-6a (Karte)          | um 1900      | ehem. Mühle, am Langburkersdorfer Bach; Wohnhaus und Produktionsgebäude (Nr. 6) sowie Wohnstallhaus (Nr. 6a) eines ehem. Mühlenanwesens; Wohnhaus aufwändig gestaltet im Schweizerstil, baulich gut erhaltenes Ensemble, baugeschichtlich, ortsgeschichtlich und technikgeschichtlich von Bedeutung. | 09253770                 |
| Direkt Bild zu diesem Denkmal hochladen | Buschmühle Neustadt                         | Neustadt/Sa., Kirschallee 1 (Karte)                     |              | ehem. Buschmühle Neustadt am Schluckenbach, unterhalb des Mühlteichs, genaue Lage unklar |                          |
|                                         | Obermühle Neustadt                          | Neustadt/Sa., Mühlgasse / Böhmische Straße (Karte)      |              | ehem. Obermühle oder Wachemühle Neustadt am Langburkersdorfer Bach, abgerissen (wüst), genaue Lage unklar |                          |
|                                         | Niedermühle oder Stadtmühle Neustadt        | Neustadt/Sa., Obergraben 1 (Karte)                      | 1880er Jahre | ehem. Mühle, Wohnhaus in halboffener Bebauung; ohne neueren Anbau, baugeschichtlich und ortsgeschichtlich von Bedeutung. | 09253524                 |
| Mühlen am Ottendorfer Bach und Lohbach  |                                             |                                                         |              | |                          |
| Weitere Bilder                          | Obermühle oder Müller-Mühle Niederottendorf | Niederottendorf, Bischofswerdaer Straße 262 (Karte)     |              | ehem. Obermühle oder Müller-Mühle Niederottendorf am Ottendorfer Bach, unter Denkmalschutz steht nur: Sägegatter einer Mühle/Sägewerk; Sägegatter der Firma Lein, Pirna, technikgeschichtlich von Bedeutung. | 09301716                 |
|                                         | Niedermühle Niederottendorf                 | Niederottendorf, Im Winkel 3 (Karte)                    |              | ehem. Niedermühle Niederottendorf am Ottendorfer Bach, genaue Lage unklar |                          |
|                                         | Schäfermühle Niederottendorf                | Niederottendorf, Im Winkel 6-7 (Karte)                  |              | ehem. Schäfermühle Niederottendorf am Lohbach, genaue Lage unklar |                          |
| Weitere Bilder                          | Obermühle oder Horn's Mühle Berthelsdorf    | Berthelsdorf, OT von Neustadt/Sa., Am Himmler 5 (Karte) | 1871         | ehem. Obermühle oder Horn's Mühle Berthelsdorf am Lohbach; Wohnmühlenhaus, Gebäude der ehemaligen Schneidemühle auf Hakengrundriss, Gebäude der Mahlmühle mit angebautem Stallteil, weitere Scheune und Seitengebäude des Mühlenanwesens, mit Mühlgraben (im Hof mit Steindeckern abgedeckt) und Radkammer; strukturell erhalten, technikgeschichtliche und baugeschichtliche Bedeutung.                       | 09253822                 |
| Weitere Bilder                          | Niedermühle Berthelsdorf                    | Berthelsdorf, Bischofswerdaer Straße 98-98a (Karte)     |              | ehem. Niedermühle Berthelsdorf am Lohbach, jetzt Tischlerei Pietsch |                          |
|                                         | Schwabenmühle Neustadt                      | Neustadt/Sa., Berthelsdorfer Straße 11 (Karte)          |              | ehem. Schwabenmühle Neustadt am Lohbach, abgerissen, jetzt Autohaus |                          |
| Mühlen an der Polenz                    |                                             |                                                         |              | |                          |
| Weitere Bilder                          | Obermühle oder Rentschmühle Polenz          | Polenz, OT von Neustadt/Sa., Mittelweg 4 (Karte)        | 1859         | Obermühle oder Rentschmühle an der Polenz; Wohnmühlenhaus einschließlich gegenüberliegender Schneidemühle und Verbindungsbau zum Hauptgebäude, außerdem östliches Seitengebäude (wohl früheres Auszugshaus); Wohnmühlenhaus zeittypischer Putzbau mit Drempel und Walmdach, baugeschichtlich, technikgeschichtlich und ortsgeschichtlich von Bedeutung.                                                        | 09253737                 |
| Weitere Bilder                          | Mittelmühle Polenz                          | Polenz, Polenztalstraße 117 (Karte)                     |              | ehem. Mittelmühle Polenz, jetzt Gaststätte |                          |
| Weitere Bilder                          | Niedermühle Polenz                          | Polenz, Polenztalstraße 143 (Karte)                     | 1550         | Niedermühle Polenz, später Hartpappenwerk, abgerissen (wüst); unter Denkmalschutz steht nur: Überfallwehr, Schütz und Teil des Mühlgrabens einer ehemaligen Mühle; technisches Relikt gewerblicher Nutzung der Wasserkraft der Polenz, technikgeschichtlich von Bedeutung. | 09253710                 |
|                                         | Richter-Mühle Rückersdorf                   | Rückersdorf, Alte Langenwolmsdorfer Straße (Karte)      |              | ehem. Richter-Mühle Rückersdorf (zum Erbgericht gehörend) am Nebenbach des Rückersdorfer Bachs, abgerissen (wüst), genaue Lage unklar |                          |
| Direkt Bild zu diesem Denkmal hochladen | Dorfmühle Rückersdorf                       | Rückersdorf, Mühlstraße 15 (?) (Karte)                  |              | ehem. Mühle Rückersdorf am Rückersdorfer Bach (Losse), jetzt Wohnhaus, genaue Lage unklar |                          |
|                                         | Knochenmühle Rückersdorf                    | Rückersdorf, Am Mühlenweiher 1 (Karte)                  |              | ehem. Knochenmühle Rückersdorf am Rückersdorfer Bach (Losse), später Wollspinnerei und Sägewerk, jetzt Baufirma |                          |
| Weitere Bilder                          | Waldmühle Langenwolmsdorf                   | Langenwolmsdorf, Im Polenztal 2 (Karte)                 |              | ehem. Waldmühle Langenwolmsdorf an der Polenz |                          |
| Direkt Bild zu diesem Denkmal hochladen | Knochenmühle Langenwolmsdorf                | Langenwolmsdorf, Im Polenztal 3 (Karte)                 |              | ehem. Knochenmühle Langenwolmsdorf |                          |
|                                         | Holzschlifffabrik Sternkopf Cunnersdorf     | Cunnersdorf, Im Polenztal 5 (Karte)                     |              | ehem. Mühle, Holzschlifffabrik Sternkopf Cunnersdorf |                          |
| Weitere Bilder                          | Bockmühle Cunnersdorf                       | Cunnersdorf, Im Polenztal 3 (Karte)                     |              | ehem. Bockmühle Cunnersdorf |                          |
| Weitere Bilder                          | Scheibenmühle Heeselicht                    | Heeselicht, Scheibenmühlenstraße (Karte)                |              | ehem. Scheibenmühle Heeselicht |                          |
| Weitere Bilder                          | Heeselichtmühle Heeselicht                  | Heeselicht, Scheibenmühlenstraße 25 (Karte)             | 1853         | Mühlenanwesen mit Wohnhaus und ehemaligem Mühlengebäude mit kleinem Vorbau; Wohnhaus Obergeschoss Fachwerk, aufgebrettert, kleines Mühlengebäude mit verbrettertem Fachwerk-Obergeschoss, Gebäudekomplex von baugeschichtlicher und ortsgeschichtlicher Bedeutung. | 09289909                 |
| Weitere Bilder                          | Rußigmühle Hohnstein                        | Hohnstein, Polenztal 4 (Karte)                          | 1849         | Wohnmühlenhaus und zwei Nebengebäude eines ehemaligen Mühlenanwesens; heute Gasthof, Wohnmühlenhaus Obergeschoss Fachwerk, Nebengebäude - verbretterte Holzkonstruktion, baugeschichtlich und ortshistorisch von Bedeutung. | 09254044                 |
| Weitere Bilder                          | Amts- bzw. Ratsmühle; Maimühle Hohnstein    | Hohnstein (Karte)                                       |              | ehem. Hohnsteiner Mühle |                          |
| Weitere Bilder                          | Bärmühle Hohnstein; Gasthaus Polenztal      | Hohnstein, Polenztal 2-3 (Karte)                        |              | ehem. Mühle im Polenztal bis 1850, danach Pension und Gasthaus Polenztal | Wikidata-Objekt anzeigen |
| Weitere Bilder                          | Neue Waltersdorfer Mühle                    | Waltersdorf, Polenztalweg 36b (Karte)                   | 1880-1885    | Gasthaus und überdachte frei stehende Gästeterrasse im Winkel; Gasthaus zeittypischer Putzbau mit übergiebeltem Risalit, Freigespärre im Giebel, Holzbalkons, überdachte Gästeterrasse aus Holz mit arkadenähnlichen Öffnungen, verzierte Holzblenden im oberen Bereich, weiter Dachüberstand, baugeschichtlich und ortsgeschichtlich von Bedeutung.                                                           | 09224708                 |
| Weitere Bilder                          | Grundmühle Hohnstein                        | Hohnstein, Schandauer Straße 22 (Karte)                 | 1802         | ehem. Grundmühle Hohnstein am Tiefen Grundbach; Mühlenanwesen mit Wohnstallhaus, zwei Nebengebäuden sowie vier Sandsteintrögen und einer Sandstein-Bogenbrücke; Wohnstallhaus Obergeschoss Fachwerk, Giebel verbrettert, baugeschichtlich, ortsgeschichtlich und technikgeschichtlich von Bedeutung. | 09254169                 |
| Weitere Bilder                          | Frinztalmühle Porschdorf                    | Porschdorf, Hohnsteiner Straße 54b (Karte)              | um 1900      | Frinzthalmühle; Wohnhaus; ursprünglich Mühlengebäude, später Gasthaus, Putzbau mit Holzziergiebeln und verglasten Holzbalkons, baugeschichtlich von Bedeutung. | 09224732                 |
| Mühlen am Lachsbach                     |                                             |                                                         |              | |                          |
| Weitere Bilder                          | Porschdorfer Mühle                          | Porschdorf, Hohnsteiner Straße 19 (Karte)               | um 1900      | Porschdorfer Mühle, ehem. Sägemühle am Lachsbach; Wohnmühlenhaus; Obergeschoss Fachwerk, baugeschichtlich und ortsgeschichtlich von Bedeutung. | 09224756                 |
|                                         | Prossener Mühle; Röslersche Papierfabrik    | Prossen, Hohnsteiner Straße 21-23 (Karte)               | um 1870      | Ehemalige Mühlenanlage am Lachsbach mit Fachwerk-Gebäude, Verbindungsbau und Mühlengebäude mit Anbau (Turbinenraum) einschl. wassertechnischer Anlage (Überfallwehr mit Sandsteinfassung, Mühlgraben, Untergraben in Sandsteinquader gesetzt und zum Teil überwölbt) und früherem Transformatorenhaus sowie Schornstein des Heizhauses; baugeschichtlich, ortsgeschichtlich und ortsbildprägend von Bedeutung. | 09224231                 |

## Liste von Mühlen im Sebnitztal
Die Liste ist entsprechend der örtlichen Lage am Flusslauf der Sebnitz von der Quelle bis zur Vereinigung mit der Polenz gegliedert.
| Bild                                    | Bezeichnung                                      | Lage                                                      | Datierung      | Beschreibung | ID                       |
| --------------------------------------- | ------------------------------------------------ | --------------------------------------------------------- | -------------- | --- | ------------------------ |
| Direkt Bild zu diesem Denkmal hochladen | Hesse-Weberei                                    | Sebnitz, Blumenstraße 2b (Karte)                          | 1863           | ehem. Weberei mit Wasserkraftnutzung von Carl August Hesse, ab 1914 mechanische Weberei von Rudolf Hesse, 1995 abgerissen |                          |
| Direkt Bild zu diesem Denkmal hochladen | Hammermühle Sebnitz                              | Sebnitz, Böhmische Straße 1 (Karte)                       |                | ehem. Mühle, 1931 abgerissen, jetzt Kräutervitalbad Sebnitz |                          |
| Direkt Bild zu diesem Denkmal hochladen | Mühle am Haselleitenweg Sebnitz                  | Sebnitz, Haselleitenweg (Karte)                           |                | ehem. Mühle am Haselleitenweg, Ölmühle von Dittrich Müller, 1847 abgebrannt, abgerissen (wüst), genaue Lage unklar |                          |
| Direkt Bild zu diesem Denkmal hochladen | Weichtmühle Sebnitz                              | Sebnitz, Lange Str. 68 (Karte)                            |                | ehem. Lohmühle, später Ölmühle und Holz-Drechselei, ab 1895 Elektrizitätswerk Weicht, ab 1913 Kino „Metropol“, 2010 abgerissen |                          |
| Direkt Bild zu diesem Denkmal hochladen | Lenk-Mühle oder Vettermühle Sebnitz              | Sebnitz, Lange Straße 62 (Karte)                          |                | ehem. Säge- und Hobelwerk, ab 1858 Vettermühle, 1907 abgebrannt |                          |
| Weitere Bilder                          | Müller-Mühle Sebnitz                             | Sebnitz, Lange Straße 36 (Karte)                          | 1820           | ehem. Walk- und Mahlmühle Sebnitz, ab 1891 Holzkisten-Fertigung |                          |
| Weitere Bilder                          | Steinmühle oder Schöpsmühle Sebnitz              | Sebnitz, Langestraße 14 (Karte)                           | um 1900        | ehem. Mahl- und Schneidemühle; frei stehendes Wohnhaus mit integriertem Pferdestall, ehemaligem Mühlgraben und gegenüberliegendem Mühlengebäude sowie Verbindungsgebäude und Radkammer (Sandsteinquadergewölbe), weiterhin Überfallwehr; baugeschichtlich und technikgeschichtlich von Bedeutung. | 09276655                 |
|                                         | Brückenmühle Sebnitz                             | Sebnitz, Langestraße 5-7 (Karte)                          | 1885           | ehem. Mahlmühle bis 1970 in Betrieb, Kunstblumenfabrik Mey & Co.; ehemalige Kunstblumenfabrik mit Schornstein; technisches Denkmal, achteckiger Klinkerschornstein auf Sockel mit gegliedertem Kopf, ortsbildprägend und ortsgeschichtlich von Bedeutung. | 09276643                 |
| Weitere Bilder                          | Niedermühle Sebnitz                              | Sebnitz, Mühlgäßchen 1 (Karte)                            | 16. Jh. / 1802 | ehem. Mahlmühle, Wohnmühlengebäude; Obergeschoss Fachwerk, mit Radstuben, baugeschichtlich, ortsgeschichtlich und technikgeschichtlich von Bedeutung. | 09276621                 |
| Direkt Bild zu diesem Denkmal hochladen | Zwirn-Mühle Sebnitz                              | Sebnitz, unterhalb Hertigswalder Straße 12 (Karte)        | 1825           | ehem. Zwirn-Mühle Sebnitz, abgerissen, genaue Lage unklar |                          |
| Weitere Bilder                          | Sonnenmühle Hertigswalde                         | Hertigswalder Nr. 4 (Karte)                               |                | ehem. Sonnenmühle Hertigswalde am Hertigswalder Bach, jetzt Tischlerei Sonnenmühle |                          |
|                                         | Hertigswalder Mühle                              | Hertigswalde 1a / Schillerstraße 27 (Karte)               |                | ehem. Hertigswalder Mühle, abgerissen, jetzt Gewerbebauten |                          |
| Weitere Bilder                          | Papiermühle Sebnitz (Hofhainersdorf)             | Sebnitz, Schandauer Straße / Walther-Wolff-Straße (Karte) | 1827           | ehem. Papiermühle Sebnitz-Hofhainersdorf, ab 1827 Papierfabrik Sebnitz, Anlagen nach 1945 demontiert, Gebäude nach 1990 abgerissen, jetzt Gewerbegebiet | Wikidata-Objekt anzeigen |
|                                         | Blechhammer Hofhainersdorf                       | Hofhainersdorf (Karte)                                    | 1816           | ehem. Mühle Hofhainersdorf, unterhalb des Gasthofs „Grüne Wiese“, abgerissen (wüst), genaue Lage unklar |                          |
| Weitere Bilder                          | Papiermühle Hofhainersdorf                       | Hainersdorf, Johannistal 39 (Karte)                       | um 1870        | ehem. Papiermühle Hofhainersdorf; Hauptgebäude als Wohnstallhaus mit zugesetztem Stalleingang, Papiertrockenschuppen und Funktionsgebäude (möglicherweise Mühlengebäude); baugeschichtlich von Bedeutung. | 09276840                 |
| Direkt Bild zu diesem Denkmal hochladen | Mühle Hofhainersdorf                             | Hainersdorf (Karte)                                       |                | ehem. Mühle Hofhainersdorf, später Holzschleiferei, genaue Lage unklar, abgerissen |                          |
| Direkt Bild zu diesem Denkmal hochladen | Dorfmühle Amtshainersdorf                        | Hainersdorf (Karte)                                       |                | ehem. Dorfmühle Amtshainersdorf, Mahl- und Ölmühle, später Holzschleiferei und Gießerei, genaue Lage unklar, abgerissen |                          |
| Direkt Bild zu diesem Denkmal hochladen | Ulbersdorfer Mühle                               | Ulbersdorf, Am Bahnhof 2 (Karte)                          |                | ehem. Ulbersdorfer Mühle |                          |
|                                         | Sputhmühle Mittelndorf                           | Mittelndorf (Karte)                                       | 1882           | ehem. Mühle, errichtet als Holzschleiferei durch Robert Sputh. Ruinen der früheren Sputhmühle mit Resten der wassertechnischen Anlage (Radkammer mit sehr alter Turbine); geschichtlich bedeutender Mühlenstandort. | 09254338                 |
|                                         | Buttermilchmühle oder Buttrichsmühle Mittelndorf | Mittelndorf (Karte)                                       |                | ehem. Buttermilchmühle, nach 1970 abgerissen, genaue Lage unklar | Wikidata-Objekt anzeigen |
|                                         | Mühle Krumhermsdorf                              | Krumhermsdorf, Neuhäuser 54 (?) (Karte)                   |                | ehem. Mühle Krumhermsdorf, Ortslage Neuhäuser, am Schwarzbach, genaue Lage unklar |                          |
| Weitere Bilder                          | Rapke-Mühle Krumhermsdorf                        | Krumhermsdorf, Hauptstraße 115 (Karte)                    | um 1850        | ehem. Rappke-Mühle Krumhermsdorf am Schwarzbach; Wohnmühlenhaus, Sandsteintrog und Mühlstein; baugeschichtlich und ortsgeschichtlich von Bedeutung. | 09253764                 |
| Weitere Bilder                          | Mittelmühle Ehrenberg                            | Ehrenberg, Mühlstraße 10; 12 (Karte)                      | 1828           | ehem. Mittelmühle Ehrenberg am Ehrenberger Bach; Wohnmühlengebäude (Nr. 12) mit Mühlentechnik und Wohnstallhaus (Nr. 10) eines Mühlenanwesens; Wohnmühlengebäude mehrgliedriger Putzbau, giebelseitig angebrachter Schlussstein eines Vorgängerbaus, bez. 1799. Mühlentechnik von 1930, Wohnstallhaus Obergeschoss Fachwerk, baugeschichtlich und technikgeschichtlich von Bedeutung. Vom Wohnstallhaus (Nr. 10) steht nur noch das steinerne Untergeschoss (Stand: 2025). | 09254086                 |
| Weitere Bilder                          | Lohsdorfer Mühle                                 | Lohsdorf, Niederdorfstraße 2 (Karte)                      |                | ehem. Lohsdorfer Mühle am Schwarzbach, mit Auszugshaus (unter Denkmalschutz) | 09254114                 |
|                                         | Mittelmühle Goßdorf                              | Goßdorf, Bergstraße 24 (Karte)                            | 1803           | ehem. Mittelmühle Goßdorf am Goßdorfer Bach; Wohnmühlenhaus mit Mühlentechnik und Scheune eines Dreiseithofes; Wohnmühlenhaus Obergeschoss Fachwerk, bau- technik- und ortsgeschichtlich von Bedeutung. | 09254184                 |
| Weitere Bilder                          | Kohlmühle Goßdorf                                | Goßdorf, Sebnitztalstraße 1; 2; 4 (Karte)                 | 1902           | Alte Kohlmühle, Papiermühle, später Linoleumfabrik mit Produktionshauptgebäude (Nr. 1), Kessel- und Maschinenhaus (Nr. 1), Kontorgebäude und Wohnhaus (Nr. 2) sowie Beamtenwohnhaus mit Einfriedung und Pförtnerhaus (Nr. 4); architektonisch und für die Geschichte der Region bedeutendes Ensemble, baugeschichtlich, ortsgeschichtlich und technikgeschichtlich von Bedeutung.                                                                                          | 09253675                 |
|                                         | Ochelmühle                                       | Rathmannsdorf, Am Sebnitzbach 4 (Karte)                   | 19. Jh.        | ehem. Ochelmühle (nicht unter Denkmalschutz), nur das Müllerwappen; Sandsteinblock mit flachem Relief, von heimatgeschichtlicher Bedeutung. | 09223770                 |
| Weitere Bilder                          | Mühle Porschdorf                                 | Porschdorf, Am Bahnhof 57 (Karte)                         | Anf. 20. Jh.   | ehem. Porschdorfer Mühle, genaue Lage unklar; Mühlgraben noch sichtbar, Überfallwehr mit geteiltem Schützen und Mühlgraben (offener Erdgraben); technikgeschichtlich von Bedeutung. | 09254339                 |

## Liste von Mühlen an den Quellflüssen der Sebnitz in Tschechien
Die Liste ist entsprechend der örtlichen Lage am Flusslauf von der Quelle bis zur Vereinigung zur Sebnitz gegliedert.
| Bild                                    | Bezeichnung                                          | Lage                                          | Datierung | Beschreibung | ID |
| --------------------------------------- | ---------------------------------------------------- | --------------------------------------------- | --------- | --- | -- |
|                                         | Gartenmühle Hilgersdorf                              | Severní ex. 120 (Karte)                       |           | ehem. Gartenmühle Hilgersdorf (im ehem. OT Gartenmühldörfel) am Severní potok (Zahlwasser), urspr. die nördlichste Mühle Nordböhmens im alten Österreich, etwa 400 m von der Grenze zu Sachsen, später Gasthaus „Zur Gartenmühle“, nach 1945 abgerissen (wüst)                     |    |
| Direkt Bild zu diesem Denkmal hochladen | Hilgersdorfer Mühle                                  | Severní 54 (Karte)                            |           | ehem. Hilgersdorfer Mühle (Hilgersdorfský mlýn) am Severní potok, die nördlichste noch erhaltene Mühle in Tschechien, Denkmal der volkstümlichen Architektur, unter Denkmalschutz ÚSKP-Nr. 12329/5-5500.                                                                           | DS |
| Direkt Bild zu diesem Denkmal hochladen | Mühle und Stahlwarenfabrik Ober Einsiedel            | Horní Poustevna 58 (Karte)                    |           | ehem. Mühle und Stahlwarenwerk Horní Poustevna am Luční potok (Heimichbach). Das Gebäude der ehemaligen Mühle, Ende des 19. Jahrhunderts in eine Stahlwarenfabrik umgewandelt, steht im nördlichen Teil der Gemeinde an der Straße Nr. 267.                                        |    |
|                                         | Mühle Rugiswalde                                     | Rugiswalde, Talstraße 30-30a (Karte)          |           | ehem. Dorfmühle Rugiswalde am Frohnbach |    |
| Direkt Bild zu diesem Denkmal hochladen | Schlossmühle Hainspach                               | Lipová 157 (Karte)                            |           | ehem. Mühle am Liščí potok (Hainsbach). Die Schlossmühle wurde in der zweiten Hälfte des 19. Jahrhunderts in eine Pappenfabrik und zu Beginn des 20. Jahrhunderts in eine Nagelfabrik umgewandelt, sie liegt etwa 100 m südwestlich vom Schloss Hainspach.                         |    |
| Direkt Bild zu diesem Denkmal hochladen | Mühle Hainspach                                      | Lipová 205 (Karte)                            |           | ehem. Mühle Lipová am Liščí potok (Hainsbach), später Kartonfabrik. Sie war eines der ältesten Gebäude von Lipová, vermutlich aus dem 16. Jahrhundert, jetzt zum Wohnhaus umgebaut, im südlichen Teil des Dorfes am Abzweig der Mlýnská-Straße.                                    |    |
| Direkt Bild zu diesem Denkmal hochladen | Niedermühle                                          | Lipová 189 (Karte)                            |           | ehem. Niedermühle Lipová am Liščí potok (Hainsbach). Eine Mühle mit gut erhaltener Architektur mit Schieferplatten verziert, sie beherbergt ein erhaltenes Getriebe. |    |
| Direkt Bild zu diesem Denkmal hochladen | Mühle und Stahlwarenfabrik Großschönau (Leopoldsruh) | Velký Šenov – Leopoldka, Salmovská 22 (Karte) |           | ehem. Mühle und Stahlwarenfabrik Leopoldka am Vilémovský potok (Wölmsdorfer Bach). Die um 1700 gegründete ältere der beiden Wassermühlen in Leopoldka wurde 1830 in einen Industriebetrieb umgebaut, heute als Wohnhaus genutzt.                                                   |    |
| Direkt Bild zu diesem Denkmal hochladen | Obermühle Großschönau                                | Velký Šenov 156 (Karte)                       |           | ehem. Obermühle und Spinnerei Velký Šenov am Vilémovský potok (Wölmsdorfer Bach), aus dem 17. Jahrhundert, im zentralen Teil von Velké Šenov auf der linken Seite des Baches, zu Beginn des 20. Jahrhunderts in eine Spinnerei umgewandelt.                                        |    |
| Direkt Bild zu diesem Denkmal hochladen | Niedermühle oder Göbel-Mühle Großschönau             | Velký Šenov 186 (Karte)                       |           | ehem. Niedermühle oder Göbel-Mühle Velký Šenov am Vilémovský potok (Wölmsdorfer Bach), im 17. Jahrhundert in Dolní Šenov (Niederschönau) errichtet, zusammen mit einem landwirtschaftlichen Betrieb von 1831 bis zum Zweiten Weltkrieg im Besitz der Familie Göbel.                |    |
| Direkt Bild zu diesem Denkmal hochladen | Rössler-Mühle Nixdorf                                | Mikulášovice 301 (Karte)                      |           | ehem. Rössler-Mühle Mikulášovice am Mikulášovický potok (Nixdorfer Bach), im Zentrum von Mikulášovice auf der südwestlichen Seite des Platzes. |    |
| Direkt Bild zu diesem Denkmal hochladen | Dietze-Mühle oder Würfelmühle Nixdorf                | Mikulášovice 624 (Karte)                      |           | ehem. Dietze-Mühle oder Würfelmühle Mikulášovice am Mikulášovický potok (Nixdorfer Bach). Besitzer war Gregor Dietze, später als Sägewerk genutzt, danach gehörte die Mühle Josef Würfel, der Mühlrad durch zwei Francis-Turbinen ersetzte, jetzt existiert nur noch das Wohnhaus. |    |
| Direkt Bild zu diesem Denkmal hochladen | Pitschmühle oder Pietsch-Mühle                       | Vilémov 169 (Karte)                           |           | ehem. Mühle Píčův mlýn Vilémov am Mikulášovický potok (Nixdorfer Bach). Die Mühle befand sich auf der rechten Seite der Straße von Mikulášovice nach Vilémov. Besitzer war die Müllerfamilie Pietschmann, nach der sie benannt wurde, später eine Stahlwarenfabrik.                |    |
| Direkt Bild zu diesem Denkmal hochladen | Buschmühle                                           | Vilémov-Dolina 7 (Karte)                      |           | ehem. Buschmühle (Křovinový mlýn) Vilémov am Vilémovský potok (Wölmsdorfer Bach), im westlichen Teil des Dorfes Vilémov, im OT Dolina, später durch eine Spinnerei ersetzt, heute ein Elektrizitätswerk.                                                                           |    |
| Direkt Bild zu diesem Denkmal hochladen | Sieber-Mühle Nieder Einsiedel                        | Dolní Poustevna 11 (Karte)                    |           | ehem. Sieber-Mühle (Sieberův mlýn) Dolní Poustevna am Vilémovský potok (Wölmsdorfer Bach), erbaut in der Mitte des 19. Jahrhunderts, am rechten Ufer des Bachs an der Grenze zu Sachsen.                                                                                           |    |
| Direkt Bild zu diesem Denkmal hochladen | Niedereinsiedler Papiermühle                         | Dolní Poustevna (Niedereinsiedel) (Karte)     |           | ehem. Papiermühle am Vilémovský potok (Wölmsdorfer Bach), 1906 abgebrannt, jetzt Verkaufsmarkt, genaue Lage unklar |    |

## Ausführliche Denkmaltexte
1. ↑  
Hufeisenförmiger Mühlenkomplex der ehem. Röslerschen Papierfabrik, als Nachfolger einer früheren Anlage zwischen Lachsbach (1 km vor Mündung in die Elbe) und der wohl zeitnah (1875-77) entstandenen Eisenbahn gelegen, mit dominantem viergeschossigen Industriemühlengebäude, dieses massiver Putzbau mit profilierten Sandsteingewänden, Lüftungsrosetten und rundbogigen Zwillingsfenstern im 3. und 4. Obergeschoss. Bereits 1897 in dieser Zone zu Wohnzwecken umgebaut, im Erdgeschoss innen als Spolie eines Vorgängerbaus eingemauertes Türgewände bezeichnet 1820er Jahre, daran anschließend dreigeschossiger Putzbau, ebenfalls mit rundbogigen Zwillingsfenstern, angebauter Turbinenschacht mit 5-t-Voith-Turbine von 1939 (endgültig eingebaut wohl erst nach 1945), wassertechnische Anlage mit sandsteingefasstem Überfallwehr, ca. 700 m langer Mühlgraben zum Teil überwölbt und in Sandsteinquader gesetzt. Zur Anlage gehören weiterhin ein Remisen- bzw. Handwerkergebäude mit Fachwerkoberstock, ein von einem Kesselhaus übrig gebliebener Schornstein mit profiliertem Kopf nach 1910 (Bauantrag), schließlich ein jüngeres Transformatorenhaus (1930er Jahre?) mit interessanter rustikaler Oberfläche aus Sandsteinquadern. Zur DDR-Zeit hier Hellerau-Küchenmöbelfabrikation. Baugeschichtliche und technikgeschichtliche Relevanz, außerdem als Industriemühle in einem engen Tal landschaftsprägend in einer speziell für Sachsen typischen Situation.
  - Mühlengebäude viergeschossig, mit Lüftungsrosetten und Zwillingsfenstern mit Rundbogen im 3. und 4. Obergeschoss, bereits frühzeitig zu Wohnzwecken umgebaut, profilierte Sandsteinfenstergewände, dreigeschossiger Verbindungsbau (Mittelbau) mit mehreren Sandstein-Torbögen, Zwillingsfenster mit Rundbögen
  - Transformatorenhaus: Sandsteinquader mit Biberschwanzdeckung
  - Schornstein des Heizhauses: unterer Teil achteckig, oberer Teil rund mit profiliertem Kopf.

## Landkarten-Archiv
- Messtischblatt Bischofswerda 418 (1910) (abgerufen am 16. August 2025)
- Messtischblatt Königstein 444 (1910) (abgerufen am 16. August 2025)